# Элементный анализ

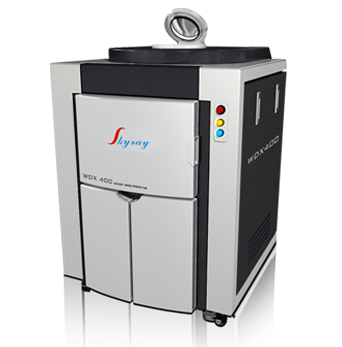
Спектрометр для проведения элементного анализа

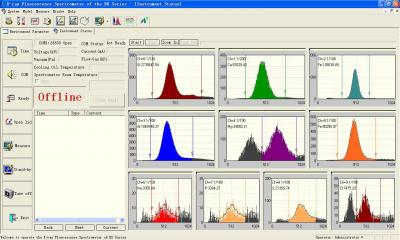
Спектр, сделанный волнодисперсионным спектрометром

Элементный анализ — качественное обнаружение и количественное определение содержания элементов и элементного состава веществ, материалов и различных объектов. Это могут быть жидкости, твёрдые материалы, газы и воздух. Элементный анализ позволяет ответить на вопрос — из каких атомов (элементов) состоит анализируемое вещество.
Элементный анализ является одной из важнейших задач в любой научно-исследовательской лаборатории, институте, университете. Элементный состав вещества необходимо знать на любом производстве с целью контроля используемого сырья, контроле производства, а также готовой продукции. Чёрная и цветная металлургия, нефтедобыча и нефтепереработка, агропромышленность, геология, горно-добывающая промышленность и многое другое практически невозможно без аналитической лаборатории. Элементный анализ имеет важнейшее значение в аналитической химии. Во время научных исследований очень важно иметь точную картину состава вещества с целью контроля цепи превращений химических реакций.
В самом начале становления метода элементный анализ был только качественным. Исследователи оценивали растворимость проб в инертных или химически активных растворителях, либо по объему выделения газов, либо устойчивость при нагревании, изменении цвета, окраса пламени, изменения фазового состояния и т. п. То есть использовались в основном физически ощутимые параметры, которые человек мог проанализировать самостоятельно без дополнительных приборов.
В настоящее время с развитием научного прогресса на первый план вышли инструментальные количественные методы на основе современных физико-химических методов анализа.
Количественный элементный анализ основан на измерении физических свойств изучаемых материалов в зависимости от содержания определяемого элемента: интенсивности характерных спектральных линий, значения ядерно-физических или электрохимических характеристик и т. п. Первыми методами количественного элементного анализа были гравиметрия и титриметрия, которые и сейчас по точностным характеристикам часто превосходят инструментальные методы. По точности с ними успешно конкурируют только кулонометрия и электрогравиметрия.
Элементный анализ важен в эколого-аналитическом и санитарно-эпидемиологическом контроле, анализе продуктов питания и кормов, металлов и сплавов, неорганических материалов, особо чистых веществ, полимерных материалов, полупроводников, нефтепродуктов и др., в научных исследованиях.

## Методы элементного анализа
Классификацию методов элементного анализа см. в статье Аналитическая химия.
Среди инструментальных методов анализа широко распространены рентгенофлуоресцентная, атомно-эмиссионная (в том числе с индуктивно-связанной плазмой), атомно-абсорбционная спектрометрия, спектрофотометрия и люминесцентный анализ. Электрохимические методы (полярография, потенциометрия,вольтамперометрия и др.), масс-спектрометрия (искровая, лазерная, с индуктивно-связанной плазмой и др.), различные варианты активационного анализа. Методы локального анализа и методы анализа поверхности (электроннозондовый и ионнозондовый микроанализ, оже-электронная спектроскопия и т. п.) и др.
При выборе метода и методики анализа учитывают структуру анализируемых материалов, требования к точности определения, пределу обнаружения элементов, чувствительности определения, селективности и специфичности, а также стоимость анализа, квалификацию персонала, скорость проведения анализа, уровень необходимой пробоподготовки и наличие необходимого оборудования.
Например, при анализе металлов и сплавов с чувствительностью порядка 0,01 % оптимальным выбором является искровой опто-эмиссионный спектрометр, как анализатор, определяющий основные элементы, используемые в сталях (углерод, кремний, марганец, молибден, ванадий, железо, хром, никель и др). Для менее точного анализа марок сталей и сплавов удобно использовать портативный рентгенофлуоресцентный спектрометр. Для анализа цемента, бетона, руды одним из надежных решений является волнодисперсионный рентгенофлуоресцентный анализатор. Для исследования стекла и керамики хорошо подходит лазерный оптико-эмиссионный спектрометр. Атомно-абсорбционный спектрометр позволяет анализировать практически любые вещества с хорошей точностью. Минусом метода являются высокие требования к пробоподготовке и большое время анализа. Спектрофотометр широко применяется при анализе жидкостей.
При определении следов элементов нередко прибегают к их предварительному концентрированию. Помехи, связанные с матричным составом и взаимным влиянием аналитических сигналов элементов друг на друга, уменьшают, прибегая к их разделению. В некоторых случаях помехи могут быть значительно уменьшены благодаря рациональному выбору условий инструментального анализа и создания необходимого программно-математического обеспечения. Например, рентгенофлуоресцентный спектрометр позволяет определять содержание вредных тяжелых металлов в воде после концентрирования и осаждения на специальных фильтрах, что позволит проводить анализ на уровне предельно допустимых концентраций ~10−8%. Но самым точным методом для определения следов элементов является спектрометр индуктивно-связанной плазмы, определяющий 10−8% — 10−9% практически по любому элементу.